# Греческая драхма
Греческая дра́хма (греч. Δραχμή) — денежная единица современной Греции с 1832 года до введения евро в 2001 году. 

## История обращения

### Первая драхма
После получения независимости в Греции была введена собственная денежная единица, получившая название «греческий феникс» и равная 100 лептам. 1 феникс был равен 1/6 турецкого куруша (пиастра) или 1 французскому франку.
В качестве денежной единицы современного греческого государства серебряная драхма была введена в обращение королевским указом 8 февраля 1833 года, в период правления короля Оттона, по номиналу 1 феникс = 1 драхма. До этого, в 1828 году, драхму в качестве национальной валюты пытался установить Иоанис Каподистрия.
В 1801—1819 годах Ионическая республика имела собственную валюту — ионийскую газету, а в 1819—1863 годах её сменил ионийский обол, который после вхождения островов в состав Греции обменивался по курсу 20 оболов = 1 драхма. Позднее, в 1876—1914 годах, Ионийский банк печатал собственные банкноты (первая ионийская драхма), которые были приравнены к греческой драхме.
В 1868 году Греция вступила в Латинский монетный союз, став пятым участником данного объединения наряду с Францией, Италией, Бельгией и Швейцарией. Монетная система Греции была унифицирована с монетными системами стран-участниц по принципу соотношения серебра к золоту, из расчёта 15,5 : 1. Монеты в 1, 2, 5 и 10 лепт чеканились из меди (при этом на монете 5 лепт был дополнительно указан параллельный номинал в 1 обол, а на 10 лептах — в 2 обола), 20 и 50 лепт, 1, 2 и 5 драхм — из серебра, 5, 10 и 20 драхм — из золота.
С конца 1870-х гг. монеты номиналом 1 и 2 лепты больше не чеканились. В 1894 году были введены медно-никелевые монеты в 5, 10 и 20 лепт.
На острове Крит, который формально был отдельным государством в 1898—1913 годах, обращалась собственная критская драхма, приравненная к греческой. На мелких монетах изображалась корона, а на крупных — портрет короля Греции.
Серебряные и золотые монеты фактически вышли из обращения в ходе 1-й мировой войны. В 1912—1922 годах монеты вообще не чеканились. 1 апреля 1922 года власти республики провели принудительный обмен банкнот; часть банкнот была обменяна на банкноты с надпечаткой, другая часть — в принудительном порядке — на облигации военного займа.
В 1926 году Греческая республика выпустила монеты с новым дизайном, номиналом от 20 лепт и выше; при этом серебряными были только монеты в 10 и 20 драхм. После восстановления монархии в 1935 году «республиканский» дизайн монет не менялся, были лишь выпущены памятные необоротные золотые и серебряные монеты в 20, 50 и 100 драхм в честь восстановления монархии. В 1940 году были выпущены банкноты номиналом от 50 лепт и выше, тогда как монеты фактически исчезли из обращения.
В период итало-немецкой оккупации (1941—1944) Греция перенесла гиперинфляцию. На Ионийских островах итальянские оккупационные власти выпускали собственные банкноты («вторая ионийская драхма»), которые после ухода итальянцев в 1943 году также были заменены на быстро обесценивавшиеся банкноты греческой драхмы.

### Вторая и третья драхма
Новая драхма была введена 11 ноября 1944 года. 1 новая драхма обменивалась на 50 миллиардов старых. Но инфляция продолжалась, и 1 мая 1954 произошёл новый обмен, 1 более новая драхма в обмен на 1000 старых.
Новые монеты чеканились номиналом в 5, 10, 20 лепт (алюминий), 50, 1, 2, 5, 10 драхм (медно-никелевый сплав), 20 драхм (серебро). Банкноты печатались на Банкнотной Типографии Банка Греции (IETA), основанной в 1938 году, но приступившей к полноценной работе только в 1947 году.
В период режима полковников монеты в 50 лепт, 1 и 2 драхмы стали чеканиться из латуни (что сохранилось и при республике). 20 драхм вместо серебра стали чеканиться из медно-никелевого сплава.
В период республики лепты исчезли из оборота, размер монет в 1 и 2 драхмы уменьшился, они стали чеканиться из меди. В оборот вошли латунные монеты в 20, алюминиево-бронзовые в 50 и 100 драхм.
С 1980 года множественное число номинала на монетах указывается по правилам димотики (drachmes) вместо прежней кафаревусы (drachmai).

### После введения евро
1 января 2002 года драхма была заменена на евро, обмен драхмы на евро был возможен до 1 марта 2012 года  . Официальный курс составлял 340,75 драхмы за евро.
3 апреля 2015 года Правительство Греции подготовило план по национализации банковской системы и введению драхмы как параллельной с евро валюты. Этот план будет реализован, если Греция не сможет договориться с Европой о программе финансовой поддержки. В этом случае у правительства не будет денег на исполнение социальных обязательств.

## Символ драхмы
У каждого из значений слово «драхма» есть свой собственный символ (все они включены в стандарт Unicode):
- как единицы денежного счёта Древней Греции — ł ();
- как весовой единицы Древней Греции — 𐅻 (<·);
- как весовой единицы в алхимии и фармацевтике — ʒ;
- как национальной валюты Греции 1832—2002 годов — ₯.

## Банкноты
| Серия 1964—1997 годов | Серия 1964—1997 годов | Серия 1964—1997 годов | Серия 1964—1997 годов | Серия 1964—1997 годов                                      | Серия 1964—1997 годов                                                                 | Серия 1964—1997 годов | Серия 1964—1997 годов | Серия 1964—1997 годов |
| Изображение           | Номинал (драхм)       | Размеры (мм)          | Основные цвета        | Описание                                                   | Описание                                                                              | Дата выпуска          | Дата изъятия          |                       |
| Изображение           | Номинал (драхм)       | Размеры (мм)          | Основные цвета        | Лицевая сторона                                            | Оборотная сторона                                                                     | Дата выпуска          | Дата изъятия          |                       |
| --------------------- | --------------------- | --------------------- | --------------------- | ---------------------------------------------------------- | ------------------------------------------------------------------------------------- | --------------------- | --------------------- | --------------------- |
|                       | 50                    | 143×64                | синий                 | Аретуса                                                    | Верфь                                                                                 | 1 октября 1964        | 1 января 2002         |                       |
|                       | 50                    | 143×64                | синий                 | Посейдон                                                   | Ласкарина Бубулина во время битвы при Науплии                                         | 8 декабря 1978        | 1 января 2002         |                       |
|                       | 100                   | 157×67                | красный               | Демокрит                                                   | Афинский университет                                                                  | 1966 1967             | 1 января 2002         |                       |
|                       | 100                   | 157×67                | красный               | Афина Пирейская, Афинский университет                      | Адамантиос Кораес, монастырь Аркадис                                                  | 8 декабря 1978        | 1 января 2002         |                       |
|                       | 200                   | 129×65                | оранжевый             | Ригас Велестинлис-Ферайос                                  | Секретная школа, которой руководили греческие священники во время османской оккупации | 2 сентября 1996       | 1 января 2002         |                       |
|                       | 500                   | 157×71                | оливковый             | Элевсинский рельеф с Деметрой, Триптолемом и Персефоной    | Микенский рельеф                                                                      | 1 ноября 1968         | 1 января 2002         |                       |
|                       | 500                   | 157×71                | оливковый             | Иоаннис Каподистриас                                       | Корфу                                                                                 | 1 февраля 1983        | 1 января 2002         |                       |
|                       | 1000                  | 157×81                | коричневый            | Зевс, Амфитеатр Эпидавра                                   | Женщина, остров Гидра                                                                 | 1 ноября 1970         | 1 января 2002         |                       |
|                       | 1000                  | 157×76                | коричневый            | Аполлон                                                    | Метатель диска, храм Геры                                                             | 1 июля 1987           | 1 января 2002         |                       |
|                       | 5000                  | 163×81                | оранжевый зелёный     | Теодорос Колокотронис, Святое Апостольство церкви Каламаты | Карытина                                                                              | 23 марта 1984         | 1 января 2002         |                       |
|                       | 5000                  | 163×81                | оранжевый зелёный     | Теодорос Колокотронис, Святое Апостольство церкви Каламаты | Карытина                                                                              | 1 июня 1997           | 1 января 2002         |                       |
|                       | 10 000                | 153×77                | розовый               | Георгиос Папаниколау                                       | Асклепий                                                                              | 16 января 1995        | 1 января 2002         |                       |

## Монеты
В 1868 году была начата чеканка монет по нормам Латинского монетного союза:
- 1, 2, 5 и 10 лепт были изготовлены из меди,
- 20 и 50 лепт, 1, 2, 5 драхм — из серебра,
- 5, 10, 20, 50, 100 драхм — из золота[3].

В 1893 году 20 лепт, а в 1994 году 10 лепт стали медно-никелевыми. В 1879 году был прекращён выпуск монет достоинством в 1 и 2 лепты. В 1910 и 1911 годах 1 и 2 драхмы были выпущены в обновлённом дизайне с сохранением веса и пробы серебра. После установления Второй Республики с 1926 года выпускалась новая серия, в которой монеты от 20 лепт по 5 драхм стали медно-никелевыми, а серебряными стали 10 и 20 драхм.
После плебисцита 1935 года и восстановления монархии в 1954 году вновь был изменён вид монет, в обращение были выпущены монеты номиналом в 5, 10, 20 лепт, отчеканенные из алюминия, 50 лепт, 1, 2, 5, 10 драхм из медно-никелевого сплава. В 1960 году в обращение была выпущена серебряная монета в 20 драхм.
После референдума 1973 года Греция вновь провозглашена республикой, и в том же году была начата чеканка новых монет.
В обращении перед переходом страны на евро были:
- 1 драхма (0,0029 €)
- 2 драхмы (0,0059 €)
- 5 драхм (0,0147 €)
- 10 драхм (0,0293 €)
- 20 драхм (0,0587 €)
- 50 драхм (0,147 €)
- 100 драхм (0,293 €)

|                                                                    | 1 драхма                      |                |                |
| Художник:                                                          | Художник:                     | Монетный двор: | Монетный двор: |
| Номинал: 1 драхма                                                  | Металл: Медь                  | Тираж:         | Качество:      |
| Выпущена: 1976, 1988, 1990, 1992—1994, 1998, 2000                  | Диаметр: 18 мм                | Вес:           |                |
|                                                                    | 2 драхмы                      |                |                |
| Художник:                                                          | Художник:                     | Монетный двор: | Монетный двор: |
| Номинал: 2 драхмы                                                  | Металл: Медь                  | Тираж:         | Качество:      |
| Выпущена: 1988, 1990, 1992—1994, 1998, 2000                        | Диаметр:21 мм                 | Вес:           |                |
|                                                                    | 5 драхм                       |                |                |
| Художник:                                                          | Художник:                     | Монетный двор: | Монетный двор: |
| Номинал: 5 драхм                                                   | Металл: Медь-никель           | Тираж:         | Качество:      |
| Выпущена: 1982, 1984, 1986, 1988, 1990, 1992—1994, 1998—2000       | Диаметр: 22,5 мм              | Вес:           |                |
|                                                                    | 10 драхм                      |                |                |
| Художник:                                                          | Художник:                     | Монетный двор: | Монетный двор: |
| Номинал: 10 драхм                                                  | Металл: Медь-никель           | Тираж:         | Качество:      |
| Выпущена: 1982, 1984, 1986, 1988, 1990, 1992—1994, 1998—2000, 2002 | Диаметр: 26 мм                | Вес:           | Рыночная цена: |
|                                                                    | 20 драхм                      |                |                |
| Художник:                                                          | Художник:                     | Монетный двор: | Монетный двор: |
| Номинал: 20 драхм                                                  | Металл: Медно-никелевый сплав | Тираж:         | Качество:      |
| Выпущена: 1982, 1984, 1986, 1988                                   | Диаметр:                      | Вес: 11,00     |                |
|                                                                    | 20 драхм                      |                |                |
| Художник:                                                          | Художник:                     | Монетный двор: | Монетный двор: |
| Номинал: 20 драхм                                                  | Металл: Медь-алюминий-никель  | Тираж:         | Качество:      |
| Выпущена: 1990, 1992—1994, 1998, 2000                              | Диаметр: 24,5 мм              | Вес:           |                |
|                                                                    | 50 драхм                      |                |                |
| Художник:                                                          | Художник:                     | Монетный двор: | Монетный двор: |
| Номинал: 50 драхм                                                  | Металл: Медь-алюминий-никель  | Тираж:         | Качество:      |
| Выпущена: 1986, 1988, 1990, 1992—1994, 1998, 2000                  | Диаметр: 27,5 мм              | Вес:           |                |
|                                                                    | 100 драхм                     |                |                |
| Художник:                                                          | Художник:                     | Монетный двор: | Монетный двор: |
| Номинал: 100 драхм                                                 | Металл: Медь-алюминий-никель  | Тираж:         | Качество:      |
| Выпущена: 1990, 1992—1994, 1998, 2000                              | Диаметр: 29,5 мм              | Вес:           |                |